# 蓬特卡尔德拉斯
蓬特卡尔德拉斯，是西班牙加利西亚自治区蓬特韦德拉省的一个市镇。 总面积87平方公里，总人口5921人（2001年），人口密度68人/平方公里。